# Mitch Anderson
Mitch Anderson (né le 3 septembre 1953 à Rockford) est un joueur américain de football américain universitaire.
Anderson étudie à l'université Northwestern, jouant avec l'équipe de football américain. Il est sélectionné au dix-septième tour du draft de la NFL de 1975 par les Falcons d'Atlanta au 419e choix. Néanmoins, il n'est pas gardé dans l'effectif pour la saison 1975.